# Río Santa Cruz (Filipinas)
Río Santa Cruz (en tagalo: Ilog ng Santa Cruz) es un sistema de ríos en Santa Cruz, Laguna en la isla de Luzón, al norte del país asiático de Filipinas.
Es uno de los 21 ríos afluentes de la Laguna de Bay, aportando alrededor del 15% del total de agua en el lago. Esta por lo tanto bajo un seguimiento periódico de la autoridad de desarrollo del lago Laguna (DDL) a través de una de sus 15 estaciones de monitoreo de ríos. 
Sus aguas son una fuente natural para el riego de 2.185 hectáreas de arrozales en las ciudades de Pila, Santa Cruz, Liliw, Victoria y Nagcarlan. La capital provincial de la provincia de Laguna, Filipinas se puso a orillas de este río.